# Graafschap Sigmaringen
Het graafschap Sigmaringen was een graafschap binnen het Heilige Roomse Rijk.

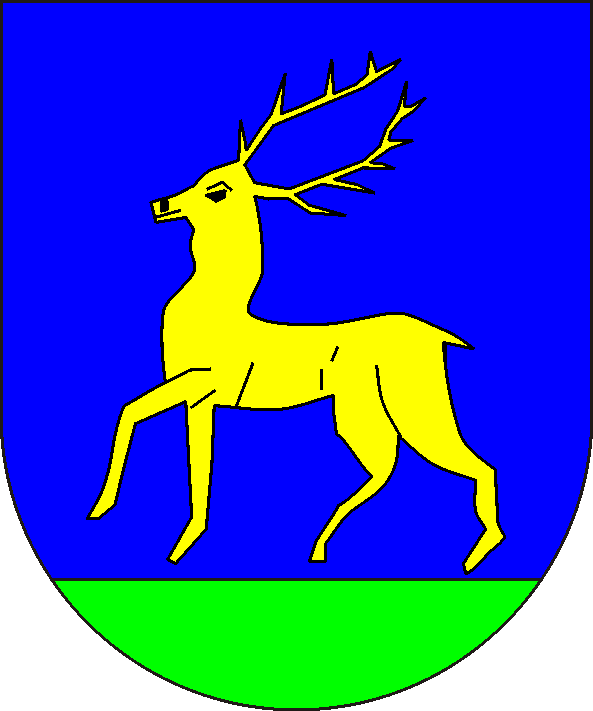
graafschap Sigmaringen

Omstreeks 1077 wordt de burcht Sigmaringen voor het eerste vermeld als zetel van een adellijk geslacht, waarvan verder niets bekend is. De eerst bekende graven van Sigmaringen (1183) noemden zich tevens graaf van Spitzenberg en graaf van Helfenstein.
Omstreeks 1270 was Sigmaringen in het bezit van de graven van Montfort. Deze verkochten het graafschap in 1290 aan de zonen van Rudolf van Habsburg. 
Het graafschap werd in 1325 verpand aan het graafschap Württemberg, dat het verder verpandde in 1399 aan het graafschap Werdenberg. In 1459 kwam het graafschap in volledig eigendom van Werdenberg. In 1460 werd het graafschap als rijksleen verheven. Het bezit van de graven van Werdenberg omvatte ook de heerlijkheden Trochtelfingen, Veringen en Jungnau. 
Na de dood van de laatste graaf van Werdenberg kwamen Trochtelfingen en Jungnau aan het graafschap Fürstenberg en Sigmaringen en Veringen in 1535 aan het graafschap Hohenzollern als Oostenrijks leen.
De positie van het graafschap was omstreden: Hohenzollern streefde naar een reichsunmittelbar graafschap binnen de Zwabische Kreits, terwijl het volgens Oostenrijk deel uitmaakte van Voor-Oostenrijk en de Oostenrijkse Kreits. Pas toen Oostenrijk in 1805 Voor-Oostenrijk verloor in de Vrede van Presburg met het Eerste Franse Keizerrijk had Hohenzollern-Sigmaringen de volledige heerschappij in het graafschap.